# ديفيد ديفيس
ديفيد ديفيس (بالإنجليزية: David Davis (Supreme Court justice)) (و. 1815 – 1886 م) هو سياسي، وقاض، ومحام من الولايات المتحدة الأمريكية .
تولى منصب عضو مجلس الشيوخ الأمريكي .وهو عضو في الحزب الجمهوري .

## التعليم
تعلم في جامعة ييل، وكلية ييل للحقوق.

## روابط خارجية
- ديفيد ديفيس على موقع الموسوعة البريطانية (الإنجليزية)
- ديفيد ديفيس على موقع إن إن دي بي (الإنجليزية)